# Oxacilina
A oxacilina é um antibiótico pertencente ao grupo das penicilinas resistentes à betalactamase e penicilinase estafilicócica. A sua principal indicação são as infecções provocadas por estes germes em várias localizações, nomeadamente abcessos, septicemias, pneumonias, etc. Uma pequena percentagem de estafilococos tornou-se resistente a este grupo de antibióticos do qual também fazem parte a meticilina e a cloxacilina.